# گدزبی، آلبرتا
گدزبی، آلبرتا (به انگلیسی: Gadsby, Alberta) یک منطقهٔ مسکونی در کانادا است که در آلبرتا واقع شده‌است. گدزبی ۴۰ نفر جمعیت دارد.